# 飘泊的太阳
《飘泊的太阳》是藤川桂介的日本漫画作品，及虫制作的同名电视动画作品。原作于1970年代在杂志连载，以當時的人氣歌手藤圭子作為參考對象創作；而改编动画版则於1971年在富士电视台播放，是日本動畫史上首部偶像動畫。

## 介绍
在1954年4月12日，兩名女嬰在某醫院出生，分别是是大財團的千金和窮村食店的女兒。護士野原 道子的戀人因為想出人頭地就拋棄她與有錢人家的女性結婚，於是她把兩個嬰兒轉換了身份。兩個女嬰分别成為財團的千金香田 美紀和常被欺負的峰 望，但兩人都有成為歌手的夢想。面有巨大財力做後盾的美紀和極具歌唱才華的望，身世轉換的兩人，在藝能界競爭。

## 登場人物
峰望
配音：藤山順子（日本）
香田美紀
配音：嘉手納清美→平井道子（日本）
野原道子
配音：來宮良子（日本）
森山分尼
配音：井上真樹夫（日本）
江川功雄
配音：朝戶鐵也→寺島幹夫（日本）

## 電視動畫
日本
- 播放電視台：富士電視台聯播網
- 播放時間：星期四晚上7時至7時30分
- 總集數：26集

| 富士電視台 星期四19:00-19:30  | 富士電視台 星期四19:00-19:30      | 富士電視台 星期四19:00-19:30 |
| ----------------------------- | --------------------------------- | ---------------------------- |
|                               | 飄泊的太陽 （1971.4.8-1971.9.30） |                              |
| 綠水英雄 ※調至星期二19:00時段 | 鬼太郎 第2作                      |                              |

### 製作人員
- 原作：藤川桂介、鈴木真弓
- 企劃：別所孝治（富士電視）、岸本吉功
- 首席導演：勝井千賀雄
- 動畫導演：野部駿夫
- 角色設計：高橋信也
- 標題：橋爪朋二
- 美術監督：半藤克美
- 背景：聯合製作室（日语：スタジオユニ）、Studio Jack
- 攝影監督：大岩久剛
- 編輯：伊藤叡
- 音響監督：左近允洋
- 音響效果：月岡弦
- 製作主任：岩井憲司
- 設定製作：星山博之
- 設計協力：安彥良和

### 音樂
片頭曲

填詞：山上路夫，作．編曲：泉拓，唱：the Three Grace, Vocal Shop
片尾曲

填詞：，作．編曲：泉拓，唱：堀江美都子／藤山順子（插曲）

## 外部連結
- （日語）飄泊的太陽 - 蟲Production （页面存档备份，存于）（日語）
- （日語）飄泊的太陽 - DVD-BOX （页面存档备份，存于）（日語）